# Allemagne aux Jeux paralympiques d'hiver de 2014
L'Allemagne participe aux Jeux paralympiques d'hiver de 2014 à Sotchi, en Russie, du 7 au 16 mars 2014. Il s'agit de la septième participation de ce pays aux Jeux paralympiques d'hiver.

## Liste des médaillés
| Sport                   | Discipline           | Athlète(s)         | Catégorie | Performance   | Date    |
| Médailles d'or : 9      |                      |                    |           |               |         |
| Biathlon                | 6 km femmes          | Andrea Eskau       | Assis     | 19 min 12 s 4 | 8 mars  |
| Biathlon                | 10 km femmes         | Anja Wicker        | Assis     | 32 min 54 s 4 | 11 mars |
| Ski alpin               | Descente femmes      | Anna Schaffelhuber | Assis     | 1 min 35 s 55 | 8 mars  |
| Ski alpin               | Super-G femmes       | Anna Schaffelhuber | Assis     | 1 min 29 s 11 | 10 mars |
| Ski alpin               | Slalom femmes        | Anna Schaffelhuber | Assis     | 2 min 9 s 93  | 12 mars |
| Ski alpin               | Super combiné        | Anna Schaffelhuber | Assis     | 2 min 33 s 30 | 14 mars |
| Ski alpin               | Slalom géant         | Anna Schaffelhuber | Assis     | 2 min 51 s 26 | 16 mars |
| Ski alpin               | Slalom femmes        | Andrea Rothfuss    | Debout    | 1 min 59 s 85 | 12 mars |
| Ski de fond             | 5 km femmes          | Andrea Eskau       | Assis     | 16 min 8 s 6  | 16 mars |
| Médailles d'argent : 5  |                      |                    |           |               |         |
| Biathlon                | 12,5 km femmes       | Anja Wicker        | Assis     | 41 min 27 s 1 | 12 mars |
| Ski alpin               | Slalom géant femmes  | Andrea Rothfuss    | Debout    | 2 min 22 s 74 | 14 mars |
| Ski alpin               | Slalom femmes        | Andrea Rothfuss    | Debout    | 2 min 39 s 70 | 16 mars |
| Ski alpin               | Slalom femmes        | Anna-Lena Forster  | Assis     | 2 min 14 s 35 | 12 mars |
| Ski alpin               | Super combiné femmes | Anna-Lena Forster  | Assis     | 2 min 38 s 96 | 14 mars |
| Médailles de bronze : 1 |                      |                    |           |               |         |
| Ski alpin               | Slalom géant femmes  | Anna-Lena Forster  | Assis     | 2 min 59 s 33 | 26 mars |

## Par discipline
Le pays est représenté par 13 athlètes, participant aux épreuves de biathlon, de ski alpin, de ski de fond et de snowboard (discipline nouvelle à ces Jeux, rattachée aux épreuves de ski alpin).

Toutes les médailles allemandes ont été remportées par des femmes.

### Biathlon
En 2010, l'équipe allemande de biathlon avait remporté 2 médailles d'or et 2 médailles de bronze. Lors de l'édition de Sotchi, les athlètes (Andrea Eskau et Anja Wicker) gagnent 2 médailles d'or et 1 médaille d’argent.

### Ski alpin
Les 11 médailles ont été remportées par les skieuses allemandes. A elle seule, Anna Schaffelhuber remporte 5 médailles d'or en autant de courses. Andrea Rothfuss reporte 3 médailles (1 en or, 2 en argent), tout comme Anna-Lena Forster (2 en argent, 1 en bronze).

### Ski de fond
Andrea Eskau, déjà titrée en biathlon, remporte le 5 km femmes assises en ski de fond.